# 三島勇太
三島 勇太（みしま ゆうた、1994年5月10日 - ）は、福岡県北九州市出身のプロサッカー選手。ポジションは、ディフェンダー、ミッドフィールダー。

## 来歴
中学校1年よりアビスパ福岡の下部組織でプレー。U-18で指導を受けた財前恵一監督から才能を高く評価されていた。
2013年、トップチームへ昇格した。高卒ルーキーながら開幕戦からベンチ入りし、3月31日の第6節水戸ホーリーホック戦に途中出場でJリーグデビュー。その後も若手を積極起用するマリヤン・プシュニク監督の方針の下で出場機会を得て、最終的に27試合に出場した。また、同年11月18日から行われた U－20日本代表ミャンマー遠征の参加メンバーに選ばれた。
2014年、J3に参戦するJリーグ・アンダー22選抜に選手登録。
また、この年の8月11日から行われた U－21日本代表候補トレーニングキャンプに参加した。
2017年シーズン終了後、契約満了により退団。
同年12月に行われたJリーグ合同トライアウトに出場した。
2018年、JFLのテゲバジャーロ宮崎に移籍。
2022年1月3日に契約満了を発表。
2022年3月4日、モンゴルリーグのハーン・フンス・エルチムFCへの移籍を発表。シーズン途中の加入ながら16試合出場で26得点を挙げて得点王を獲得し、クラブの優勝に貢献した。
2022年8月、タイ・リーグ3のアーントーンFCへの移籍を発表。
2023年7月、ハーン・フンス・エルチムFCへの移籍を発表。
2024年7月、モンゴル・ナショナルプレミアリーグのハンガリッドFCへの移籍を発表。

## 所属クラブ
- 医生丘SC（北九州市立医生丘小学校）
- アビスパ福岡U-15（北九州市立本城中学校）
- アビスパ福岡U-18（九州産業大学付属九州高等学校）
- 2013年 - 2017年  アビスパ福岡
  - 2014年 - 2015年  Jリーグ・アンダー22選抜
- 2018年 - 2021年  テゲバジャーロ宮崎
- 2022年 - 2022年8月  ハーン・フンス・エルチムFC
- 2022年8月 - 2023年7月  アーントーンFC
- 2023年7月 - 2024年7月  ハーン・フンス・エルチムFC
- 2024年7月 -  ハンガリッドFC

## 個人成績
| 国内大会個人成績 | 国内大会個人成績 | 国内大会個人成績 | 国内大会個人成績 | 国内大会個人成績 | 国内大会個人成績 | 国内大会個人成績 | 国内大会個人成績 | 国内大会個人成績 | 国内大会個人成績 | 国内大会個人成績 | 国内大会個人成績 |
| 年度             | クラブ           | 背番号           | リーグ           | リーグ戦         | リーグ戦         | リーグ杯         | リーグ杯         | オープン杯       | オープン杯       | 期間通算         | 期間通算         |
| 年度             | クラブ           | 背番号           | リーグ           | 出場             | 得点             | 出場             | 得点             | 出場             | 得点             | 出場             | 得点             |
| 日本             | 日本             | 日本             | 日本             | リーグ戦         | リーグ戦         | リーグ杯         | リーグ杯         | 天皇杯           | 天皇杯           | 期間通算         | 期間通算         |
| ---------------- | ---------------- | ---------------- | ---------------- | ---------------- | ---------------- | ---------------- | ---------------- | ---------------- | ---------------- | ---------------- | ---------------- |
| 2013             | 福岡             | 26               | J2               | 27               | 2                | -                | -                | 1                | 0                | 28               | 2                |
| 2014             | 福岡             | 2                | J2               | 30               | 0                | -                | -                | 0                | 0                | 30               | 0                |
| 2015             | 福岡             | 16               | J2               | 9                | 0                | -                | -                | 2                | 0                | 11               | 0                |
| 2016             | 福岡             | 16               | J1               | 9                | 0                | 3                | 1                | 2                | 1                | 14               | 2                |
| 2017             | 福岡             | 39               | J2               | 0                | 0                | -                | -                | 2                | 1                | 2                | 1                |
| 2018             | 宮崎             | 13               | JFL              | 21               | 5                | -                | -                | 1                | 1                | 22               | 6                |
| 2019             | 宮崎             | 16               | JFL              | 30               | 3                | -                | -                | -                | -                | 30               | 3                |
| 2020             | 宮崎             | 16               | JFL              | 10               | 0                | -                | -                | 0                | 0                | 10               | 0                |
| 2021             | 宮崎             | 16               | J3               | 0                | 0                | -                | -                | -                | -                | 0                | 0                |
| 通算             | 日本             | 日本             | J1               | 9                | 0                | 3                | 1                | 2                | 1                | 14               | 2                |
| 通算             | 日本             | 日本             | J2               | 66               | 2                | -                | -                | 5                | 1                | 71               | 3                |
| 通算             | 日本             | 日本             | J3               | 0                | 0                | -                | -                | -                | -                | 0                | 0                |
| 通算             | 日本             | 日本             | JFL              | 61               | 8                | -                | -                | 1                | 1                | 62               | 9                |
| 総通算           | 総通算           | 総通算           | 総通算           | 136              | 10               | 3                | 1                | 8                | 3                | 147              | 14               |

- Jリーグ初出場 - 2013年3月31日 J2第6節 対水戸ホーリーホック（レベルファイブスタジアム）
- Jリーグ初得点 - 2013年10月27日 J2第38節 対松本山雅FC（松本平広域公園総合球技場）

## 代表歴
- 2013年 U-20日本代表
- 2014年 U-21日本代表

## タイトル

### クラブ
ハーン・フンス・エルチムFC
- モンゴル・ナショナルプレミアリーグ：1回（2021-22）

### 個人
- モンゴル・ナショナルプレミアリーグ 得点王：1回（2021-22）